# Alex de Paula Xavier Pereira
Alex de Paula Xavier Pereira (Rio de Janeiro, 9 de agosto de 1949 – São Paulo, 20 de janeiro de 1972), filho de João Baptista Xavier Pereira e Zilda Xavier Pereira, foi um estudante e militante da Ação Libertadora Nacional (ALN) 
Foi morto no contexto de sua oposição à ditadura militar brasileira. Seu caso é investigado pela Comissão Nacional da Verdade, que investiga mortes e desaparecimentos ocorridos no período ditatorial no país.

## Biografia
Alex de Paula Xavier Pereira cresceu em uma família com tendências políticas, uma vez que os pais eram militantes políticos, o irmão Iuri Xavier Pereira foi dirigente da ALN, e a irmã Iara Xavier Pereira foi militante da organização. Desde pequeno, Alex conviveu com a perseguição e repressão sofrida pela família devido ao governo militar.
Influenciado pela posição política da família, Alex iniciou suas atividades políticas cedo, participando do Movimento secundarista e também sendo diretor do Grêmio do Colégio Pedro II, no Rio de Janeiro. Junto a ele estavam os colegas Luiz Afonso de Almeida, Marcos Nonato da Fonseca e Aldo de Sá Brito, os últimos dois também mortos na luta armada contra a ditadura militar.

## Militância
Ainda jovem, ingressou no Partido Comunista Brasileiro, com o objetivo de combater o governo militar. Eventualmente, acabou aproximando-se do ideal da luta armada contra a ditadura, e uniu-se a Ação Libertadora Nacional. Participou de curso de guerrilha (urbana e rural) junto a seu amigo e também militante Carlos Eugênio Paz em 1970, em Cuba, e, em questão de pouco tempo seu rosto é associado a um grupo de terroristas procurados. Sua costumeira dedicação e astúcia levaram-no ao cargo de chefe de um dos Grupos Táticos Armados da organização, e, com isso, iniciou um período de atividade política intenso. Começou a viver clandestinamente, inclusive respondendo processos na justiça militar a distância.
Alex foi também o responsável pela criação da ALN-RJ e pelo recrutamento da maioria dos membros que a integravam.
Por sua irreverência e habilidades acabou chamando atenção da direção nacional do grupo, inclusive de Carlos Marighella que acreditava imensamente no potencial e no futuro do jovem como combatente.

## Circunstâncias da morte
Em 20 de janeiro de 1972, Alex de Paula Xavier Pereira e Gelson Reicher, amigo de Alex e também militante da ALN, foram fuzilados dentro de um carro, em ação perpetrada por agentes do DOI-CODI do II Exército.
A nota oficial dos órgãos de segurança foi divulgada pela imprensa dois dias depois com a versão de que Alex e Gelson teriam sido mortos em confronto armado com as forças de segurança do Estado. Na edição do dia 22 de janeiro de 1972 do jornal O Estado de S. Paulo informava que os dois teriam atirado contra policiais e desencadeado um tiroteio, do qual teriam saído mortos. Na versão, os dois militantes são chamados de “terroristas“: “O volks de placa CK 4848 corre pela Avenida República do Líbano. Em um cruzamento, o motorista não respeita o sinal vermelho e quase atropela uma senhora que leva uma criança no colo. Pouco depois, o cabo Silas Bispo Feche, da PM, que participa de uma patrulha, manda o carro parar. Quando o volks pára, saem do carro o motorista e seu acompanhante atirando contra o cabo e seus companheiros; os policiais também atiram. Depois de alguns minutos três pessoas estão mortas, uma outra ferida. Os mortos são o cabo da Polícia Militar e os ocupantes do volks, terroristas Alex de Paula Xavier Pereira e Gelson Reicher”. 
Na mesma nota foram divulgados os nomes com que os dois foram enterrados: Alex como João Maria de Freitas e Gelson como Emiliano Sessa, ambos enterrados no cemitério em Perus. Somente em 1979, é que foi achado o corpo de Alex, que três anos depois foi trasladado para o Rio de Janeiro.
Alex de Paula e Gelson Reicher eram procurados pelos órgãos de segurança sob acusação de participar de operações armadas, desde o começo da década de 70. Alex era acusado de receber treinamentos de guerrilha cubanos. Ainda segundo os documentos do Arquivo Nacional, a dupla, era procurada e tinha suas fotos fixadas nas paredes. Alex Xavier chegou a ser acusado de roubo a quarteis e bancos, com seu nome divulgado no Jornal do Brasil, principal veículo da época da ditadura, que apoiava o regime.
Quando foi analisado pela Comissão Especial Sobre Mortos e Desaparecidos, o caso de Alex chamou a atenção pela versão do tiroteio não fazer sentido com o exame do IML, encontrado em arquivos secretos do DOPS. O legista afirmou que, tendo em vista as equimoses e escoriações pelo corpo de Alex, o laudo do IML não se sustenta, pois “com a descrição destas lesões podemos afirmar que o Sr. Alex esteve preso por seus agressores, que provocaram lesões não fatais e posteriormente desferiram lesões mortais, sendo as primeiras absolutamente desnecessárias tendo contribuído apenas para aumento do sofrimento antes da morte configurando-se o verdadeiro processo de tortura”.
Inclusive, ambos foram registrados no Instituto Médico Legal (IML) como indigentes. Alex Xavier como "João Maria de Freitas“ e Gelson como “Emiliano Sessa“. Esses foram os nomes atribuídos aos militantes no Cemitério Dom Bosco em Perus, São Paulo. Nomes esses que eram usados como codinomes na clandestinidade pela dupla. Os restos mortais de Alex só foram encontrados pela sua família em 1979.

## Conclusão da Comissão Nacional da Verdade (CNV)
Após 40 anos de investigação, pesquisas e estudos da Comissão Nacional da Verdade (CNV), corroboraram para a conclusão de que os indivíduos haviam sido violentados antes da morte.
A Comissão de Familiares de Mortos e Desaparecidos Políticos enviou as fotografias encontradas para Nelson Massini, médico legista. Em 1996 o laudo confirmou que Alex Xavier foi morto sob tortura. Segundo o médico, “com absoluta convicção, que o Sr. Alex de Paula Xavier Pereira esteve dominado por seus agressores que produziram lesões vitais e não mortais anteriores àquelas fatais e posteriormente desferiram lesões mortais, sendo as primeiras absolutamente desnecessárias tendo contribuído apenas para aumento do sofrimento antes da morte configurando-se o verdadeiro processo de tortura”.
O laudo assinado por Isaac Abramovitc e Abeylard de Queiroz Orsini não fazia referência nenhuma às escoriações do corpo de Alex. A versão oficial dos órgãos de segurança era de morte causada por uma bala que atingiu o militante em um encontro casual entre os militares e a dupla. Os corpos de Alex e Gelson foram levados ao IML, vestidos apenas de suas cuecas, o que sugere a movimentação dos cadáveres após o suposto tiroteio.
Em 30 de julho de 2014, o juiz auditor Nelson da Silva Machado Guimarães, apresentou um depoimento à CNV sobre a ocultação dos cadáveres nos seguintes termos:
CNV – É, Alex de Paula Xavier Pereira e Gelson Reicher. O senhor quis extinguir a punibilidade deles, para não aceitar uma denúncia e um processo contra pessoas que o senhor já tinha verificado que estavam mortas.
Nelson da Silva Machado Guimarães – Mas em que eu me baseio aí?
CNV – O senhor tem esse processo, e eu tenho aqui os documentos, que eu posso lhe passar daqui a pouco. Nesse processo, o senhor solicitou tanto à autoridade policial militar como à autoridade policial, ao DOPS, um delegado, o senhor solicitou o atestado...
Nelson da Silva Machado Guimarães – De óbito.
CNV - ...de óbito. Esse atestado de óbito o senhor solicitou indicando o nome verdadeiro. Veio o atestado com o nome falso, que era como os atestados eram feitos, para viabilizar essa política de desaparecimento. O senhor extinguiu a punibilidade com base num atestado falso, e sabia que era falso. O senhor sabia que era falso, porque o senhor deu o nome verdadeiro dele, para pedir. Tem aqui a documentação. (...)
Tal depoimento demonstrou não só a participação do Poder Judiciário na intenção de ocultar o cadáver dos dois militantes como, também, confirma que os órgãos de segurança sabiam da verdadeira identidade de ambos ao fazer o sepultamento com os nomes falsos, escancarando a ação deliberada que tinha o objetivo de dificultar a procura dos corpos para a família.
No contexto de todas as investigações realizadas diante do caso, concluiu-se que a morte de Alex foi ocasionada por ação praticada por agentes do Estado brasileiro que violaram elementos dos direitos humanos.

## Laudo falsificado
De acordo com matéria publicada no dia 23 de janeiro de 2018 pelo site do jornal O GLOBO, dois ex-legistas foram denunciados por falsificação do laudo do exame necroscópico de Alex e Gelson Reicher. A ação teria sido um facilitador para a ocultação dos corpos dos membros militantes da ALN, além de ter contribuído para manter impunes os autores do assassinato. Segundo a denúncia, que foi feita pelo Ministério Público Federal (MPF), Abeylard de Queiroz Orsini e Antonio Valentini ignoraram no momento da autópsia as lesões que indicavam que os dois homens haviam sido torturados. Tal fato foi contestado posteriormente através da análise de peritos independentes.

## Homenagens
Alex de Paula Xavier Pereira foi uma das 53 vitimas da ditadura homenageadas com placas nos cemitérios paulistas, em 2017. A sua está localizada no cemitério Dom Bosco, no bairro de Perus, na zona noroeste de São Paulo.